# Robert d'Oilly
Robert d'Oilly (in inglese Robert D'Oyly), in italiano Roberto d'Oyly, fu un nobile anglo-normanno che accompagnò Guglielmo il Conquistatore nella conquista normanna dell'Inghilterra.
Si stima che sia nato intorno al 1048 o prima. È noto per aver partecipato alla conquista normanna dell'Inghilterra del 1066 e per aver ordinato la costruzione del castello di Oxford. Morì intorno al 1091.